# California State Route 142
Die California State Route 142, kurz CA-142, ist eine State Route im US-Bundesstaat Kalifornien, die die Städte Brea und Chino Hills miteinander verbindet. Der größte Teil der Strecke ist auch als Carbon Canyon Road, der östlichste Abschnitt als Chino Hills Parkway bekannt.
Von der Grenze zwischen Orange County und San Bernardino County bis zum Peyton Drive in Chino Hills ist die Straße als Scenic route ausgezeichnet. Zudem gilt die California State Route 142 als beliebte Abkürzung zwischen der Region Inland Empire und den Wirtschaftszentren in Brea sowie dem umliegenden Orange County. Die Straßenverlauf umfasst viele enge Kurven, weshalb sie für lange Fahrzeuge wie Sattelzüge nicht gut geeignet ist.

## Verlauf
Die California State Route 142 beginnt in Brea an der California State Route 90 als Valencia Avenue. Nach einem kurzen Stück in nordöstliche Richtung führt sie ab einer Kreuzung weiter nach Osten, nun unter dem Namen Carbon Canyon Road. Hiernach werden der Carbon Canyon Regional Park sowie die Siedlung Olinda passiert. Nach der Grenze zwischen Orange und San Bernardino County durchquert die State Route zuerst den Ortsteil Sleepy Hollow der Stadt Chino Hills, ehe sie in nordwestlicher Richtung weiter in den Stadtkern hineinführt. An einer Kreuzung wechselt die State Route erneut ihren Straßennamen und passiert, nun wieder in östlicher Richtung, als Chino Hills Parkway weitere Teile der Stadt. Schließlich endet die Straße an der California State Route 71 nahe der Grenze zu Chino.